# Каянгел (остров)
Каянгел (англ. Kayangel) — единственный населенный остров в одноименной островной группе, в Тихом океане. Принадлежит островному государству Палау. Расположен примерно в 70 км к северу от столицы государства, посёлка Нгерулмуд.

## География
Плоский, покрытый густой растительностью остров находится в северо-восточной части островов Каянгел. Длина острова составляет 2,6 км, ширина — 270 м в южной части и 700 м в северной части. Общая площадь суши — 0,98 км².

## Население
На западном побережье Каянгела, на берегу лагуны, расположены пять небольших деревень (Орукеи, Дилонг, Доко, Олканг и Даймс), в которых, в общей сложности, проживает 188 человек (2005). Вместе они составляют административный центр штата Каянгел (губернатор Эдвин Хиокаи).

## Экономика
Электроэнергия на острове вырабатывается только с помощью солнечных батарей и частных электрогенераторов. Основное занятие местных жителей — рыболовство и сельское хозяйство. В деревне Доку находится причал, длина которого составляет 130 м.
Действует школа и библиотека. Единственный магазин находится в поселении Доку.